# Balmoral Castle (Schiff)
Die RMS Balmoral Castle (II) war ein 1910 in Dienst gestellter Passagierdampfer, der von der britischen Reederei Union-Castle Line im Passagier- und Postverkehr zwischen Großbritannien und Südafrika eingesetzt wurde. Sie war jahrelang eines der größten Schiffe der Reederei. 1939 wurde sie in Wales abgewrackt.

## Geschichte

Der Speisesaal der Ersten Klasse.

Das 13.361 BRT große Dampfschiff Balmoral Castle wurde auf der Werft Fairfield Shipbuilders in Govan bei Glasgow gebaut. Sie hatte ein identisches Schwesterschiff, die Edinburgh Castle (13.330 BRT), die zeitgleich bei Harland & Wolff in Belfast entstand und zwei Monate später vom Stapel lief. Die beiden Schiffe waren die ersten Dampfer der Union-Castle Line, die die 13.000 Tonnen-Marke überschritten. Sie blieben bis nach dem Ersten Weltkrieg die größten Schiffe der Reederei. Erst die Arundel Castle und die Windsor Castle, die 1921 bzw. 1922 in Dienst gestellt wurden, übertrafen sie an Tonnage.

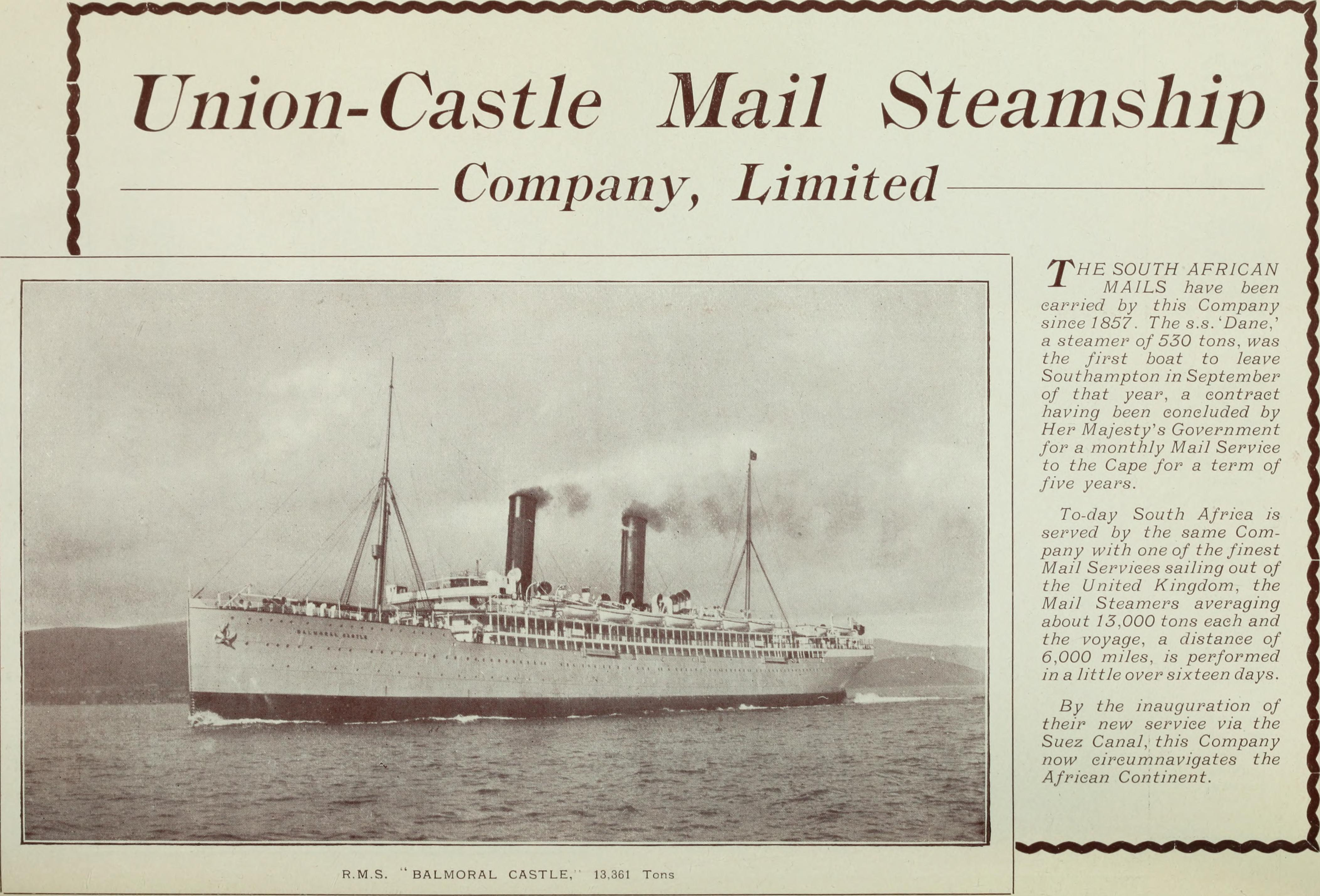
Die Balmoral Castle in einem Artikel von 1911.

Die Balmoral Castle lief am 13. November 1909 vom Stapel. Das 180,10 Meter lange und 19,69 Meter breite Schiff hatte zwei Schornsteine, zwei Masten und zwei Schrauben. Es wurde von zwei Vierfachexpansions-Dampfmaschinen angetrieben, die 12.500 PSi leisteten und eine Reisegeschwindigkeit von 16,5 Knoten garantierten. Die Höchstgeschwindigkeit lag aber noch höher. Die Passagierunterkünfte waren für 307 Reisende der Ersten Klasse und 206 in der Touristenklasse ausgelegt. Im Februar 1910 lief die Balmoral Castle zu ihrer Jungfernfahrt aus, die sie in 16,5 Tagen bewältigte. Sie war das erste Schiff der Union-Castle Line, das mit einem Marconi-Apparat für drahtlosen Funk ausgestattet war. Nach nur zwei Fahrten wurde sie von der britischen Admiralität ausgewählt, die königliche Familie zur Einweihung der neugegründeten Südafrikanischen Union nach Südafrika zu bringen.
Nach Kriegsausbruch 1914 wurde die Balmoral Castle in einen Truppentransporter umgerüstet. Im darauf folgenden Jahr brachte sie die ersten südafrikanischen Truppen nach Europa. Nach Kriegsende 1918 repatriierte sie US-amerikanische und australische Truppen in ihre Heimatländer. Nach zwei Überfahrten von Liverpool nach New York im Dienst der Cunard Line kam sie 1919 wieder in den Passagier- und Postverkehr der Union-Castle Line zurück. Am 19. Juni 1939 traf sie zum Abbruch in Newport, Wales ein.